# Michał Pakosz

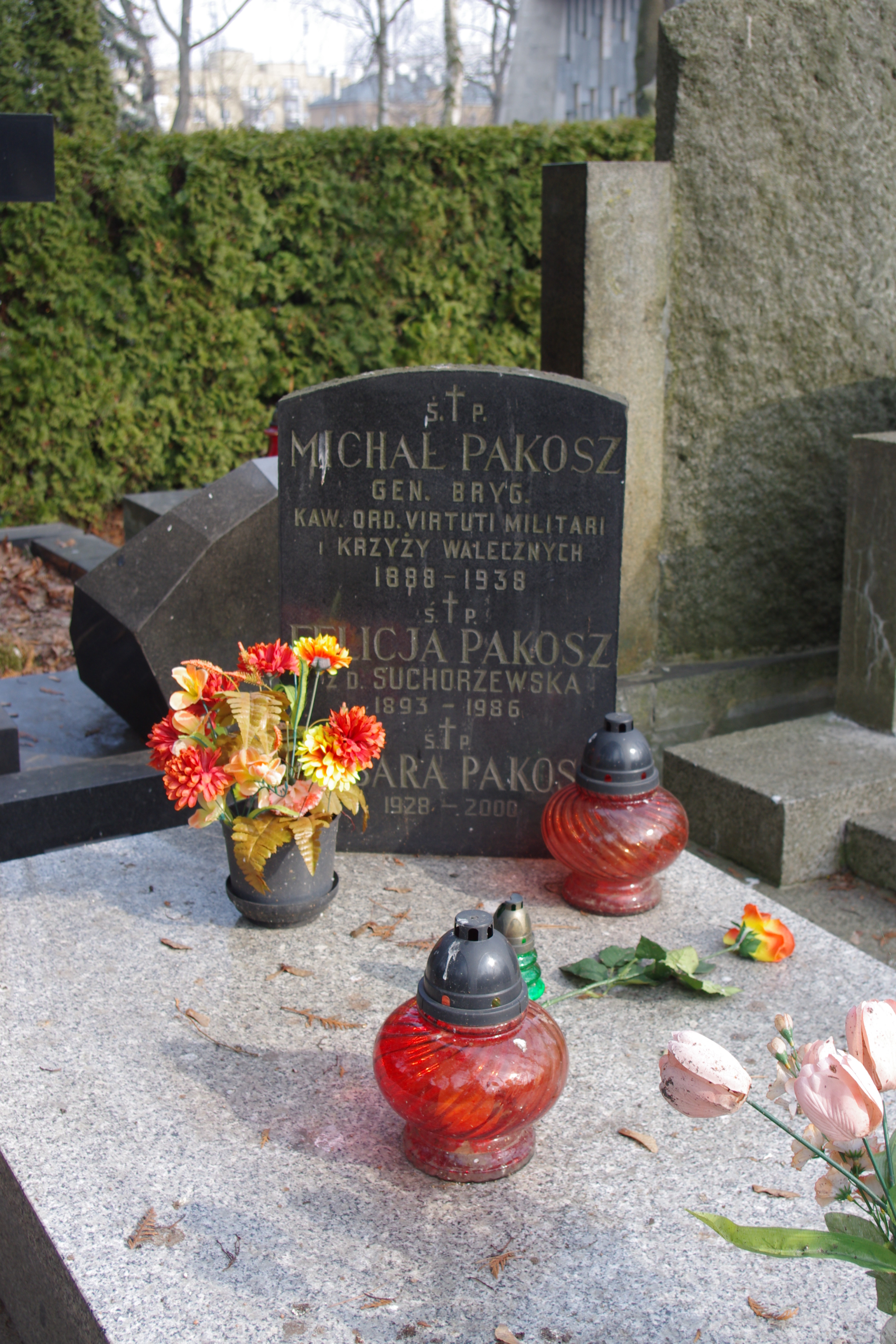
Grób gen. Michała Pakosza na Cmentarzu Wojskowym na Powązkach w Warszawie

Michał Władysław Pakosz (ur. 15 września 1888 we Lwowie, zm. 4 kwietnia 1938 w Warszawie) – generał brygady Wojska Polskiego, kawaler Orderu Virtuti Militari.

## Życiorys
Michał Władysław Pakosz urodził się 15 września 1888 we Lwowie, w rodzinie Antoniego i Kornelii z Mielnickich. W latach 1902–1910 był uczniem ośmioklasowego C. K. Gimnazjum w Brzeżanach (w jego klasie od 1907 był Platon Bałaban, późniejszy dowódca Żandarmerii Ministerstwa Spraw Wojskowych). W latach 1910–1914 studiował na Wydziale Przyrodniczym Uniwersytetu Lwowskiego. W czasie studiów działał w Związku Walki Czynnej i Związku Strzeleckim „Strzelec”.
W latach 1914–1917 walczył w Legionach Polskich. Był oficerem 1 pułku piechoty LP. Dowodził plutonem i kompanią. 19 września 1917, po kryzysie przysięgowym, został wcielony do cesarskiej i królewskiej armii. Od sierpnia 1918 był komendantem Polskiej Organizacji Wojskowej w Brzeżanach.
Z dniem 1 listopada 1918 został przyjęty do Wojska Polskiego z zatwierdzeniem posiadanego stopnia porucznika i przydzielony do Dowództwa „Wschód”. 3 listopada 1918 został internowany przez Ukraińców. Od 28 maja 1919, po zwolnieniu z internowania, pełnił służbę w 1 pułku piechoty Legionów. Dowodził kompanią, a następnie III batalionem. 15 lipca 1920 został zatwierdzony w stopniu majora, a 3 maja 1922 zweryfikowany w stopniu podpułkownika. 10 lipca 1922 został zatwierdzony na stanowisku zastępcy dowódcy 1 pułku piechoty Legionów. W styczniu 1923 objął dowództwo 33 pułku piechoty w Łomży. 1 grudnia 1924 awansował na pułkownika. 14 września 1926 został dowódcą 1 pułku piechoty Legionów w Wilnie. 19 marca 1928 został wyznaczony na stanowisko dowódcy piechoty dywizyjnej 1 Dywizji Piechoty Legionów w Wilnie. W lutym 1929 został przeniesiony do Komendy Obszaru Warownego „Wilno” na stanowisko pomocnika dowódcy z zachowaniem dotychczasowego dodatku służbowego. 9 października 1930 zastąpił gen. bryg. Henryka Krok-Paszkowskiego na stanowisku dowódcy Obszaru Warownego „Wilno”. Od 10 listopada 1931 do 15 lipca 1932 był słuchaczem VI Kursu Centrum Wyższych Studiów Wojskowych w Warszawie. Od 18 sierpnia 1932 pełnił jednocześnie obowiązki dowódcy OWar. „Wilno” i komendanta garnizonu Wilno. 12 października 1935 został dowódcą 24 Dywizji Piechoty w Jarosławiu. Na generała brygady został awansowany ze starszeństwem z dniem 19 marca 1938 w korpusie generałów. Zmarł 4 kwietnia 1938 w Warszawie. Pochowany 7 kwietnia 1938 na Cmentarzu Wojskowym na Powązkach (kwatera A5-6-1a).
Gen. Michał Pakosz był mężem Felicji z Suchorzewskich (1893–1986), córki Witolda (1857–1936) i Stefanii z Gołębiowskich (1868–1937). Felicja była siostrą Leona Suchorzewskiego (1894–1970) i Zofii (1892–1988), żony generała Stefana Dąb-Biernackiego.
Michał i Felicja mieli dwoje dzieci: Barbarę Wandę (1920–2000) i Andrzeja. Andrzej Pakosz ps. „Paweł” urodził się 18 lutego 1924 w Łomży, gdzie jego ojciec dowodził 33 pułkiem piechoty. W czasie okupacji niemieckiej działał w konspiracji. Był żołnierzem Armii Krajowej w stopniu plutonowego podchorążego. Pełnił służbę w I plutonie 1 kompanii batalionu AK „Zośka”. Poległ 2 sierpnia 1944 na Mokotowie.

## Awanse
- chorąży – 2 lipca 1915
- podporucznik – 1 kwietnia 1916
- porucznik – 1918
- kapitan – 1919
- major – 15 lipca 1920 zatwierdzony z dniem 1 kwietnia 1920 „w piechocie, w grupie byłych Legionów Polskich”
- podpułkownik – 3 maja 1922 zweryfikowany ze starszeństwem z dniem 1 czerwca 1919 i 200. lokatą w korpusie oficerów piechoty
- pułkownik – 1 grudnia 1924 ze starszeństwem z dniem 15 sierpnia 1924 i 50. lokatą w korpusie oficerów piechoty
- generał brygady – ze starszeństwem z dniem 19 marca 1938 w korpusie generałów

## Ordery i odznaczenia
- Krzyż Srebrny Orderu Wojskowego Virtuti Militari (1921)[14]
- Krzyż Komandorski Orderu Odrodzenia Polski (pośmiertnie, 7 kwietnia 1938)
- Krzyż Niepodległości (20 stycznia 1931)[15]
- Krzyż Oficerski Orderu Odrodzenia Polski (11 listopada 1937)[16]
- Krzyż Walecznych (czterokrotnie)
- Złoty Krzyż Zasługi (16 marca 1928)[17]
- Medal Pamiątkowy za Wojnę 1918–1921
- Medal Dziesięciolecia Odzyskanej Niepodległości